# Ligdos
D'acord amb la mitologia grega, Ligdos (en grec antic Λιγδος) va ser un ciutadà de Cnosos, a l'illa de Creta.
Es va casar amb Teletusa i va ser pare de la donzella Ifis. Com que havia ordenat que, si tenia una filla, la fessin morir, aquesta noia va ser educada com un noi sense que Ligdos arribés a descobrir l'engany. Quan una noia es va enamorar d'Ifis, Teletusa va pregar a la deessa Isis que la transformara en un noi.